# Elbasan
Elbasan o Elbasani es un municipio y ciudad en la zona central de Albania. Se encuentra localizada a orillas del río Shkumbin, en el condado de Elbasan. Es una de las mayores ciudades de Albania, con una población estimada en 100 000 habitantes y una superficie de 12,90 km².
El actual municipio se formó en la reforma local de 2015 mediante la fusión de los antiguos municipios de Bradashesh, Elbasan, Funarë, Gjergjan, Gjinar, Gracen, Labinot-Fushë, Labinot-Mal, Papër, Shirgjan, Shushicë, Tregan y Zavalinë, que pasaron a ser unidades administrativas. La sede del ayuntamiento está en la ciudad de Elbasan. La población total del municipio es de 141 714 habitantes (censo de 2011), en un área total de 872.03 km². La población en sus límites de 2011 era de 78 703.

## Historia
Elbasan entró en prominencia durante el Imperio romano, época en la cual se la conocía como Masio Scampa. La palabra "Scampa" significa roca o piedra en el antiguo idioma ilírico. Los romanos construyeron allí una fortaleza sustancial que medía 300 m² y se encontraba protegida por torres. Durante los siglos III y IV fue conocida por el nombre de Hiskampis, cuando se desarrolló como un centro importante de comercio y transporte, uniendo las dos ramas de la Vía Egnatia, que llevaban respectivamente a las ciudades de Apollonia y Dyrrachium.
Claudio Ptolomeo escribió que esta era la ciudad de la tribu eordaei, cuyos miembros emigraron después a Macedonia. 
En el transcurso de la historia participó en la difusión del cristianismo hacia occidente. Durante el siglo V tenía un obispado con su catedral y varias basílicas. 
Como su ubicación en el valle al lado del río la hacía vulnerable a ataques bárbaros, una vez retiradas las legiones y a pesar del esfuerzo del emperador Justiniano para mejorar las fortalezas, Hiskampis fue destruida por los búlgaros y ostrogodos durante las invasiones eslavas a los Balcanes. Aunque alguna semejanza de vida urbana y militar siga durante un tiempo, como se menciona en el trabajo de Procopio de Cesarea durante el siglo VI, fue destruida totalmente por los búlgaros mediante ataques intermitentes durante los siguientes dos siglos.
El sitio parece haber sido abandonado hasta que los invasores otomanos construyeran un campo militar, seguido de la reconstrucción urbana a cargo del sultán Mehmet II en 1467, quien construyó un castillo de cuatro muros, con una fosa profunda y tres puertas, al que llamó Llibasan, que en turco significa "lugar fuerte". El lugar se convierte en un centro urbano de civilización otomana durante los próximos cuatrocientos años. Hacia el final del siglo XVII tenía una población total de 2000 habitantes. La fortaleza militar fue desmontada por Reshit Pasha en 1832.

### Imperio otomano
Elbasan fue hasta el comienzo de la Segunda Guerra Mundial una de las ciudades más cuidadas y embellecidas del Imperio otomano en territorio albanés, con edificios de apariencia oriental y medieval, calles estrechas y un bazar gigante donde comúnmente se hablaba el turco. Se podía apreciar claramente una influencia cristiana en las paredes de los castillos de época, existía un distrito vlach a las afueras de la ciudad y numerosas mezquitas y edificios islámicos. La población de este tiempo se estimaba en 15 000 habitantes.

### Siglo XX
En 1909 después de la revolución de la juventud turca en Estambul, el Congreso Nacional Albanés para la educación y cultura fue organizado en la ciudad. Así nacería en Elbasan el primer magisterio de Albania.
Elbansan fue también miembro del Congreso de Monastir (actual Bitora, Macedonia del Norte), donde delegados de todos los rincones del país acordaron usar el alfabeto latino en vez del árabe para la escritura del idioma albanés. En 1914 la mayoría musulmana del lugar se opone al reconocimiento del príncipe Guillermo de Weid. La ciudad fue ocupada sucesivamente por serbios, búlgaros, austriacos e italianos desde 1915 a 1918. El desarrollo industrial comenzó en el período de Ahmed Bey Zogu cuando las tabacaleras y las industrias de bebidas alcohólicas fueron establecidas.
Elbansan también fue reconocida por su buena edificación pública, la buena provisión de calidad educativa, sus jardines y suntuosas tiendas. Pero los daños que dejó la guerra y el intensivo programa de desarrollo industrial durante el período comunista hizo que alrededor de 75 000 habitantes abandonaran el lugar, dejando varias estructuras edilicias abandonadas. La culminación de este proceso fue la construcción del gigante "Acero del Pueblo", un complejo metalúrgico ubicado a las afueras de la ciudad en el valle del Shkumbini, fue construido con la ayuda del gobierno chino durante los años 1960 y 1970. Este acontecimiento fue nombrado por Enver Hoxha como la "segunda liberación nacional albanesa". Con sus chimeneas, las más altas de los balcanes este complejo emana humo constantemente provocando una peligrosa contaminación en la zona, lo que significó que la mayor parte del área ubicada en el valle del río que hasta ese momento era fértil para la agricultura fuese inerte para la cosecha.

## Cultura y religión

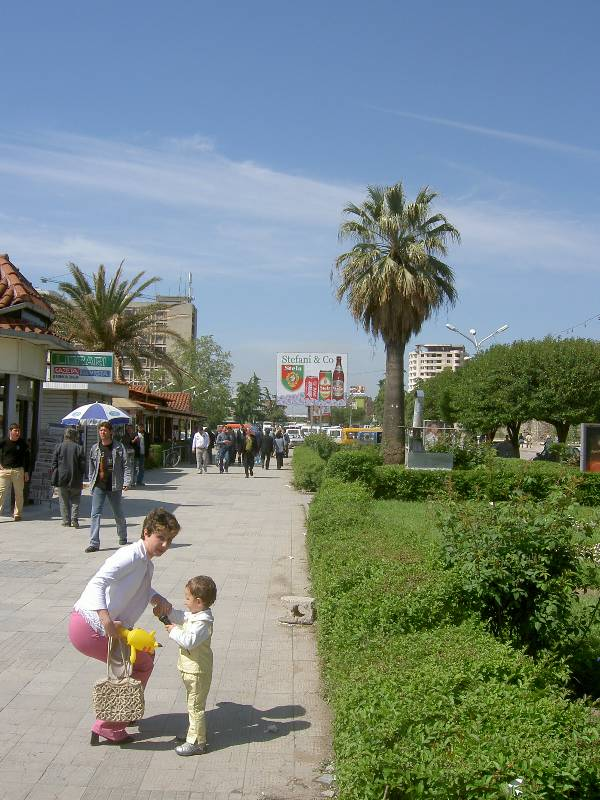
Calle peatonal en Elbasani

La ciudad ha sido ocupada por distintos grupos étnicos, incluyendo los serbios, búlgaros, macedonios, austriacos e italianos. Elbasan fue un centro del islam en Albania hasta después de la ocupación del Imperio otomano. Luego del Congreso de Monastir en 1908, donde se decide utilizar el alfabeto latino para la escritura del albanés los clérigos musulmanes, influenciados por los Jóvenes Turcos, sostuvieron varias demostraciones a favor de la escritura árabe en Elbasan. Estos también se declararon en contra del reconocimiento del príncipe Guillermo de Albania para la continuación de la monarquía albanesa.

### Monumentos escultóricos
Dentro de la tradición escultórica de las ciudades albanesas, Elbasan no es una excepción. Podemos encontrar diferentes esculturas monumentales en la ciudad. Algunas de ellas son:
- Kostandin Kristoforidhi, figura sentada, estatua en bronce cobre base de mármol
- Aqif Pashë Elbasani, fugura en pie, estatua en bronce
- Memorial Klithma, figuras en bronce en memoria de los refugiados de guerra

## Economía
El desarrollo industrial comienza durante el régimen de Ahmet Zogu con la producción de tabaco y bebidas alcohólicas y culmina durante el régimen comunista. La ciudad ganó prominencia después de que el gobierno chino construyó una acería en 1974. Había también otras industrias que funcionaban en la ciudad durante el régimen comunista, y como consecuencia de esta iniciativa el lugar sufre de una grave contaminación.